# Эфиопия на летних Олимпийских играх 1980
Летние Олимпийские игры 1980 в Москве стали шестыми, на которых выступали спортсмены Эфиопии. 41 участник, 39 мужчин и 2 женщин, приняли участие в 26 стартах по  3 видам спорта.
Эфиопские спортсмены завоевали 2 золотые и 2 бронзовые медали, все — в мужской лёгкой атлетике. 2 золота на дистанциях 5000 и 10000 м выиграл Мирус Ифтер. Эти 2 золота стали 4 и 5 золотыми олимпийскими медалями в истории Эфиопии и первыми, завоёванными не в марафонском беге. До этого золото Эфиопии приносили лишь марафонцы Абебе Бикила (1960 и 1964) и Мамо Волде (1968). За 8 лет до побед в Москве Мирутс Йефтер выигрывал бронзу на Олимпиаде-1972 в Мюнхене на дистанции 10000 м.
Фантайе Сирак стала первой женщиной Эфиопии, стартовавшей   на Олимпийских играх.

## Золото
| Золото |                |                                    |
| #      | Спортсмен (-ы) | Вид спорта (дисциплина)            |
| 1      | Мирус Ифтер    | Лёгкая атлетика, мужчины. 5000 м   |
| 2      | Мирус Ифтер    | Лёгкая атлетика, мужчины. 10 000 м |

## Бронза
| Бронза |                |                                                   |
| #      | Спортсмен (-ы) | Вид спорта (дисциплина)                           |
| 1      | Мохамед Кедир  | Легкая атлетика, мужчины. 10 000 м                |
| 2      | Эшету Тура     | Легкая атлетика, мужчины. 3 000 м с препятствиями |

## Результаты соревнований

### Велоспорт

#### Шоссе
Спортсменов — 8
Мужчины
| Соревнование    | Спортсмен            | Время     | Место | Отставание |
| --------------- | -------------------- | --------- | ----- | ---------- |
| Групповая гонка | Зерагабер Гебрехивот | DNF       | DNF   | DNF        |
| Групповая гонка | Джемал Рогора        | DNF       | DNF   | DNF        |
| Групповая гонка | Тилахун Волдесенбет  | DNF       | DNF   | DNF        |
| Групповая гонка | Муссе Йоханнес       | DNF       | DNF   | DNF        |
| Командная гонка | Хайле Микаэль Кедир  | 2 35' 47" | 23    | 34' 26"    |
| Командная гонка | Айеле Меконнен       | 2 35' 47" | 23    | 34' 26"    |
| Командная гонка | Тадессе Меконнен     | 2 35' 47" | 23    | 34' 26"    |
| Командная гонка | Тилахун Алемайеху    | 2 35' 47" | 23    | 34' 26"    |